# La Complainte du vieux marin
La Complainte du vieux marin (titre original The Rime of the Ancient Mariner) est un poème de l'auteur britannique Samuel Taylor Coleridge composé entre 1797 et 1799. De style romantique, ce très long poème décrit les aventures surnaturelles d'un marin, servant sur un bateau qui fait naufrage. Le poème est souvent décrit comme une allégorie chrétienne.

## Résumé du poème
Le vieux marin invite le convive d'un mariage à écouter sa complainte. D'abord irrité, puis amusé, le convive de la noce devient littéralement hypnotisé par le récit extraordinaire du marin.

### Le crime du vieux marin
Après avoir quitté le port et navigué sous bon vent, le navire dérive vers le Sud, entraîné par des vents contraires. L'équipage se retrouve encerclé par les glaces et dans une brume épaisse. Un albatros, oiseau de bon augure, apparaît et les guide vers de meilleures eaux. 
Toutefois, pour une raison inconnue, le marin tue l'albatros avec son arbalète. Les autres marins exprimèrent dans un premier temps leur colère car l'oiseau les avait sortis des eaux menaçantes de l'Antarctique et de ses glaces. Mais, lorsque la brume se trouva dissipée et que la température redevint clémente, ils donnèrent raison au marin, et commirent par là une partie du crime, crime qui allait déchaîner une série d'événements surnaturels pour venger la mort de l'albatros.
Des esprits vengeurs font alors dériver le bateau en un lieu non spécifié. Une absence totale de vent immobilise le bateau au milieu de l'océan.

« Day after day, day after day,

We stuck, nor breath nor motion;

As idle as a painted ship

Upon a painted ocean.

Water, water, everywhere,

And all the boards did shrink;

Water, water, everywhere,

Nor any drop to drink. »

Traduction de Bertrand Bellet  :

« Et jour après jour, et jour après jour,

Nous restâmes encalminés ; 

Aussi figés qu’un dessin de navire

Sur un océan dessiné.

De l’eau, de l’eau, partout de l’eau,

Et les planches racornissaient ;

De l’eau, de l’eau, partout de l’eau,

Nulle goutte ne nous restait. »

### La malédiction s'abat sur l'équipage
Très vite, le manque d'eau se fait sentir. Pour la seconde fois, les marins changent d'opinion sur le crime du vieux marin : ils le blâment à présent d’avoir tué l'albatros et d’être responsable du manque d'eau. Le vieux marin ressent la malédiction comme si l'oiseau était suspendu autour de son cou, alors qu'en réalité celui-ci a coulé au fond des eaux.
C'est alors qu'un vaisseau fantôme apparaît, semblant surgir de nulle part. À bord, la Mort (Death) - décrite symboliquement (dans la première version du poème de 1798) de manière allégorique par un squelette - et une femme, Vie-dans-la-mort (She life in death), au teint pâle et lépreux, jouent l’âme des marins aux dés. La Mort gagne l’âme des marins sur un jet de dés ; Vie-dans-la-mort gagne quant à elle l'âme du vieux marin, qu'elle tourmentera. Il devra subir un châtiment pire que la mort pour avoir tué l'albatros.
Le vieux marin voit alors les autres membres de l'équipage mourir de soif, un à un. Leur expression reste figée sur leur visage. Autour du bateau, nagent des créatures que le vieux marin commence par maudire en enviant leur vie et en les qualifiant de créatures visqueuses et gluantes.

### La fin de la malédiction
Pourtant après sept jours et sept nuits passés en mer sous le regard accusateur de l'équipage fantomatique, il parvient enfin à comprendre leur véritable beauté et il les bénit par une prière. La malédiction se trouve alors levée et il sent l'albatros se détacher de son cou. La pluie se met à tomber abondamment : le calvaire prend fin. Des esprits bienveillants prennent alors possession du corps des marins morts, qui se relèvent et mènent le navire à bon port. Là, le navire sombre dans un gigantesque tourbillon, ne laissant que le vieux marin comme seul survivant. Pour pénitence, le vieux marin sera contraint de parcourir le monde et de raconter son histoire, dont la morale, d'après le vieux marin, peut se résumer à « Nous devons aimer chaque créature que Dieu fait. »  

« He prayeth best who loveth best, 

All things both great and small: 

For the dear God who loveth us, 

He made and loveth all. »

Traduction :

« Il prie au mieux, celui qui aime au mieux 

Tous les êtres grands et petits ; 

Car le Dieu de charité qui nous aime 

Tous les a faits et les chérit. »

## Dans la culture populaire

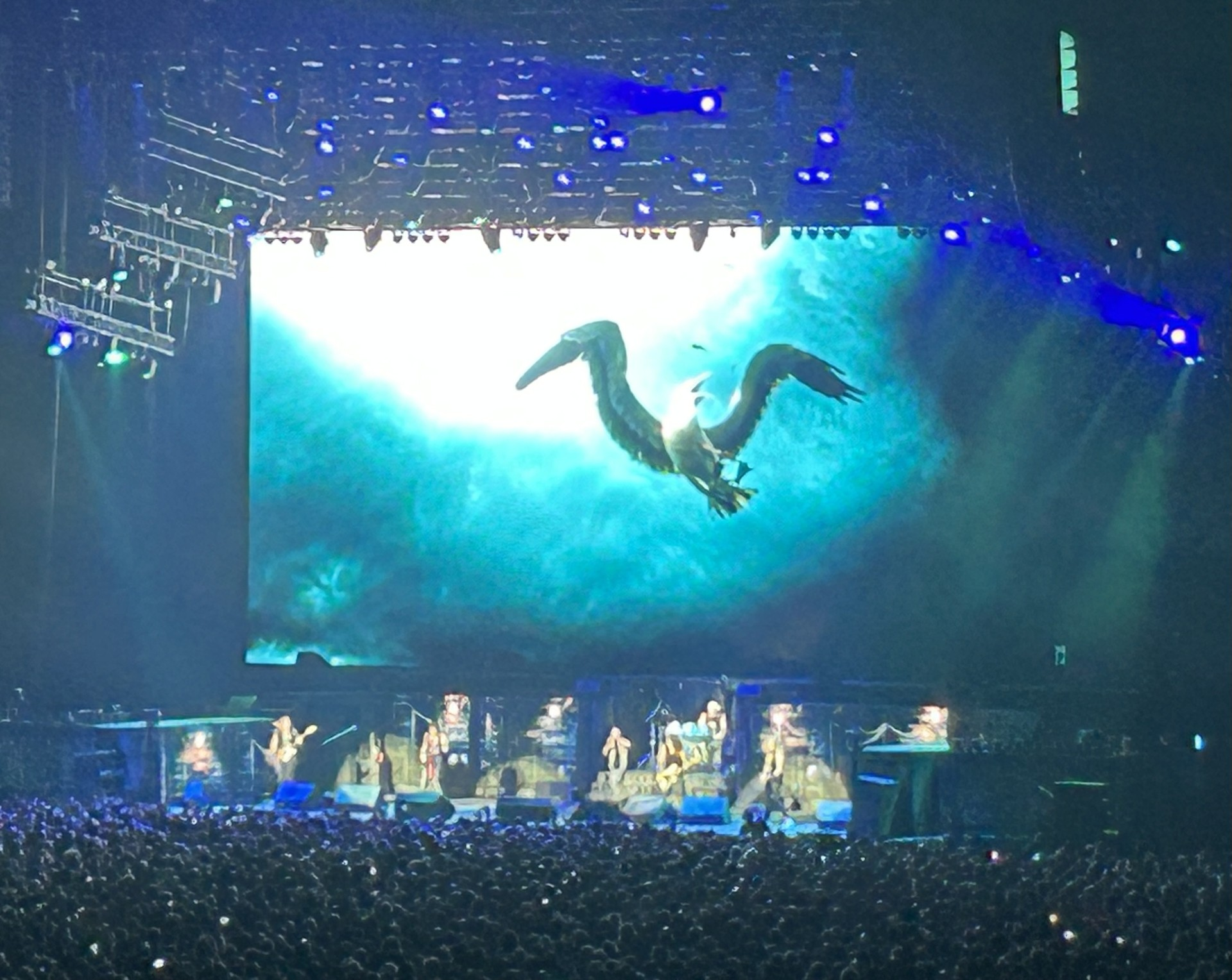
Le groupe Iron Maiden jouant "Rime of the Ancient Mariner" en 2025.

- The rime of the ancient mariner adapté et dirigé par Lara Quaglia en 1992 [Quoi ?]
- Le groupe de heavy metal britannique Iron Maiden a écrit en 1984 une chanson inspirée de ce poème, nommée The Rime of the Ancient Mariner, sur l'album.Powerslave[2].
- Spiderland : album du groupe de post-rock américain Slint, sur lequel figure une chanson inspirée de ce poème et portant le titre Good Morning, Captain.
- Rime of the Ancient Mariner : album et spectacle du trio anglais The Tiger Lillies avec Mark Holthusen pour la vidéo, les animations et la photographie.
- La chanson The Furthest Shore par le groupe de doom metal mélodique américain While Heaven Wept est une réécriture de la complainte du vieux marin.
- Simon Hatley
- La chanson Weight of Living Part 1 (Albatross) du groupe Bastille.
- Dans Frankenstein de Mary Shelley, dans l'introduction et le chapitre 5 ;
- Dans Dracula de Bram Stoker, chapitre 7 (non sourcé) ;
- Les Aventures d'Arthur Gordon Pym, d'Edgar Allan Poe ;
- Le Sphinx des glaces, de Jules Verne (il s'agit de la suite du précédent) ;
- Les Montagnes hallucinées, d'H. P. Lovecraft ;
- Un cheval dans la salle de bains, de Douglas Adams;
- Triangle, de Christopher Smith.
- Le titre du cartoon Le docteur abuse des Looney Tunes y fait directement référence.
- Dans L'Âge de glace 4, Sid le paresseux, dérivant à bord d'un iceberg sur l'océan, cite deux vers du poème, alors en quête désespérée d'eau[note 1].
- Dans Un albatros en trop, une bande dessinée de Carl Barks, Donald Duck récite deux vers du poème et gagne une croisière sur un paquebot[note 2].
- Dans le film Tusk de Kevin Smith, le poème est cité par le personnage d’Howard Howe.

#### Texte intégral
- The Rime of the Ancient Mariner, audiobook (Kristin Luoma) sur LibriVox